# نماز پس
نماز پس (به لاتین: Namaz-e Pas) یک منطقهٔ مسکونی در افغانستان است که در ولسوالی خواهان واقع شده‌است. نماز پس ۸۹۰ متر بالاتر از سطح دریا واقع شده‌است.